# 天主教明斯克-莫吉廖夫總教區
天主教明斯克-莫吉廖夫總教區（拉丁語：Archidioecesis Minscensis Latinorum-Mohiloviensis Latinorum）是白俄羅斯一個羅馬天主教總教區。
範圍包括首都明斯克市、明斯克州和莫吉廖夫州，教座位於明斯克。下轄平斯克、格羅德諾、維捷布斯克共三個教區。總教區面積69,800平方公里，2011年有教友610,000人、222個堂區、124名司鐸。
1798年8月9日自莫吉廖夫總教區升為教區，1991年4月13日兩區合併。現任總主教為塔德烏斯·孔德魯謝維茨。
本區的布茨洛有聖母升天聖殿。